# Rowista
Rowista (kaszb. Rowisto, niem. Rowista) – kolonia kaszubska w Polsce położona w województwie pomorskim, w powiecie chojnickim, w gminie Konarzyny.
W latach 1975–1998 miejscowość administracyjnie należała do województwa słupskiego.